# Euphorbia flavicoma
Espèce
L'Euphorbe à têtes jaune d'or ou Euphorbe à ombelles jaunes (Euphorbia flavicoma) est une espèce de plantes vivaces de la famille des Euphorbiacées.